# Ronde van Bochum 2013
De 16e editie van de wielerwedstrijd Ronde van Bochum werd gehouden op 28 juli 2013. De wedstrijd maakte deel uit van de UCI Europe Tour 2013. De titelverdediger was de Duitser Marcel Sieberg die werd opgevolgd door zijn landgenoot André Greipel.

## Deelnemende ploegen
UCI World Tour-ploegen
- Omega Pharma — Quick-Step
- RadioShack-Leopard
- Argos-Shimano
- Lotto-Belisol

Professionele continentale ploegen
- MTN-Qhubeka
- Team Europcar
- Team NetApp-Endura

Continentale ploegen
- Abus-Nutrixxion
- CCN Cycling Team
- Doltcini-Flanders
- Experiment 23
- Team Heizomat
- Metec Continental Cyclingteam
- Atlas Personal-Jakroo
- Rietmu-Delfin
- Start - Trigon Cycling Team
- Team HED
- Team Stölting
- Team Vorarlberg
- Utensilnord Ora24.eu
- WSA-Viperbike

## Uitslag
| Rituitslag |               |                           |      |
| Plaats     | Naam          | Ploeg                     | Tijd |
| 1          | André Greipel | Lotto-Belisol             |      |
| 2          | Tony Martin   | Omega Pharma — Quick-Step |      |
| 3          | Roger Kluge   | Team NetApp-Endura        |      |